# الحجرة الشريفة (سيدي داود)
الحجرة الشريفة هي إحدى مشيخات المملكة المغربية، تتبع جغرافيا لإقليم مولاي يعقوب وإداريًا لسيدي داود. يقدر عدد سكانها بـ 4301 نسمة حسب الإحصاء الرسمي للسكان والسكنى لسنة 2004.